# Cariboo
Cariboo – dystrykt regionalny w kanadyjskiej prowincji Kolumbia Brytyjska. Siedziba władz znajduje się w Williams Lake.
Cariboo ma 62 392 mieszkańców. Język angielski jest językiem ojczystym dla 90,0%, niemiecki dla 2,5%, francuski dla 1,4%, pendżabski dla 1,2% mieszkańców (2011).